# 神領車両区
神領車両区（じんりょうしゃりょうく）は、愛知県春日井市にある東海旅客鉄道（JR東海）の車両基地である。面積は179,436m2。
敷地は中央本線春日井 - 神領間の北側に並行しており、出入庫は両駅から可能な配線となっている。下り（春日井駅）側の構内には中央新幹線の神領非常口があり、県道篠木尾張旭線の陸橋から見ることができる。
中央本線（名古屋 - 塩尻間）や関西本線（名古屋 - 亀山間）および武豊線（名古屋 - 武豊間）の普通・快速列車で運用される車両が多数配置されている。また、第3セクター転換前の岡多線についても神領電車区の受け持ちとなっていた。
2022年3月12日の改正より系統分離が行われたため、中央本線とそれ以外の路線とで運用される車両が基本的に分けられている。

## 歴史
- 1968年（昭和43年）8月1日 - 神領電車区として開設。
- 2001年（平成13年）4月1日 - 神領電車区の検修部門を分離、神領車両区として発足[2]。

## 配線図
| ← 多治見・ 中津川方面 | JR東海 神領車両区（2009年）構内配線略図 | → 名古屋方面 |
| 凡例 出典:            |                                         |              |

| ← 塩尻・ 瀬戸市方面 | 日本国有鉄道 神領電車基地配線略図（当初計画） | → 名古屋・ 稲沢方面 |
| 凡例 出典:          |                                               |                     |

## 配置車両に記される略号
「海シン」…東海鉄道事業本部を意味する「海」と、神領の電報略号「シン」から構成される。
なお、国鉄時代は名古屋鉄道管理局を意味する「名」と合わせて「名シン」であった。

## 配置車両
以下は、2023年11月28日現在の所属車両である。機関車・貨車・客車は配置0両のため省略した。
| 電車  | 気動車 | 合計  |
| ----- | ------ | ----- |
| 356両 | 0両    | 356両 |

### 特急形電車
383系
- 以下の計76両が所属している[1]。
  - 6両編成9本（A1 - A9編成）
  - 4両編成3本（A101 - A103編成）
  - 2両編成5本（A201 - A205編成）
- 特急「しなの」、「ホームライナー瑞浪」で運用される。
- 6両編成を基本として4両・2両編成はその増結用であるが、臨時列車などでは4両以下で単独運転される場合や4両編成と2両編成を繋いで6両編成として運転される場合もある。

### 一般形電車
313系1300番台
- 以下の計48両が所属している[1]。
  - 1300番台2両編成24本（B501 - B524編成）
- 上記以外の編成や過去の概要は下記の過去の所属車両を参照。
- 1300番台B500編成はワンマン運転に対応しているため、中央本線中津川 - 篠ノ井線松本間や関西本線・武豊線を中心に運用されている。
- 1300番台B400編成は、中央本線にて211系5000番台の3両編成と併結されており、中央本線（名古屋〜中津川）で運用されている唯一の313系となっていた。稀に関西本線などの代走も行っていた。中央本線では315系により置き換えられ、関西線専属となっている。関西線では、2両編成2本を連結して朝夕に限定して運用されていたが、315系3000番台が関西線へ本格的に投入され、余剰となったB400編成は静岡車両区へ転属となっている。
- 2020年から2023年にかけて名古屋工場でワンマン化改造が施工された。また、同時に日本車輌でミュージェットの設置改造も施工されている。

315系
- 以下の計232両が所属している[5][6]。
  - 0番台8両編成23本（C1 - C23編成）
  - 3000番台4両編成12本（C101 - C114編成）

- 0番台は2021年11月より順次新製された後2022年3月5日に営業運転を開始し、2023年9月をもって全編成の製造が完了した。愛知環状鉄道に乗り入れる際は前4両の扉が締め切られる。他編成との連結は考慮されておらず、単独編成での運用のみ。全編成が中央本線（名古屋駅 - 中津川駅間）で運用されており、愛知環状鉄道を除いて他の路線には乗り入れていない。2023年度末までに中央本線で運用する車両を本形式にて統一するとの公式発表があり、10月には統一された。
  - 当初、本形式の編成数が運用数の半分以下であった頃、315系での運用は時刻表に「☆」印で示されていた（運用などの都合で変更される場合もあった）。

- 3000番台は2022年12月から新製されており長らく関西本線やその他の路線にて試運転を行っていたが、2023年6月1日より関西本線、2024年3月15日より武豊線と東海道本線（大府駅 - 大垣駅間）、2025年3月15日より東海道本線（大垣駅 - 米原駅間）、同年7月1日より東海道本線（豊橋駅 - 大府駅間）で営業運転を開始した。この他、中央本線（名古屋駅 - 中津川駅間）においても0番台の代走で運転されることがある。現在、ワンマン運転は実施していない。C103編成以降は、神領車両区に所属している記号「海シン」が省略された。また、C100編成は中間扉に二次元コードが貼付されている。

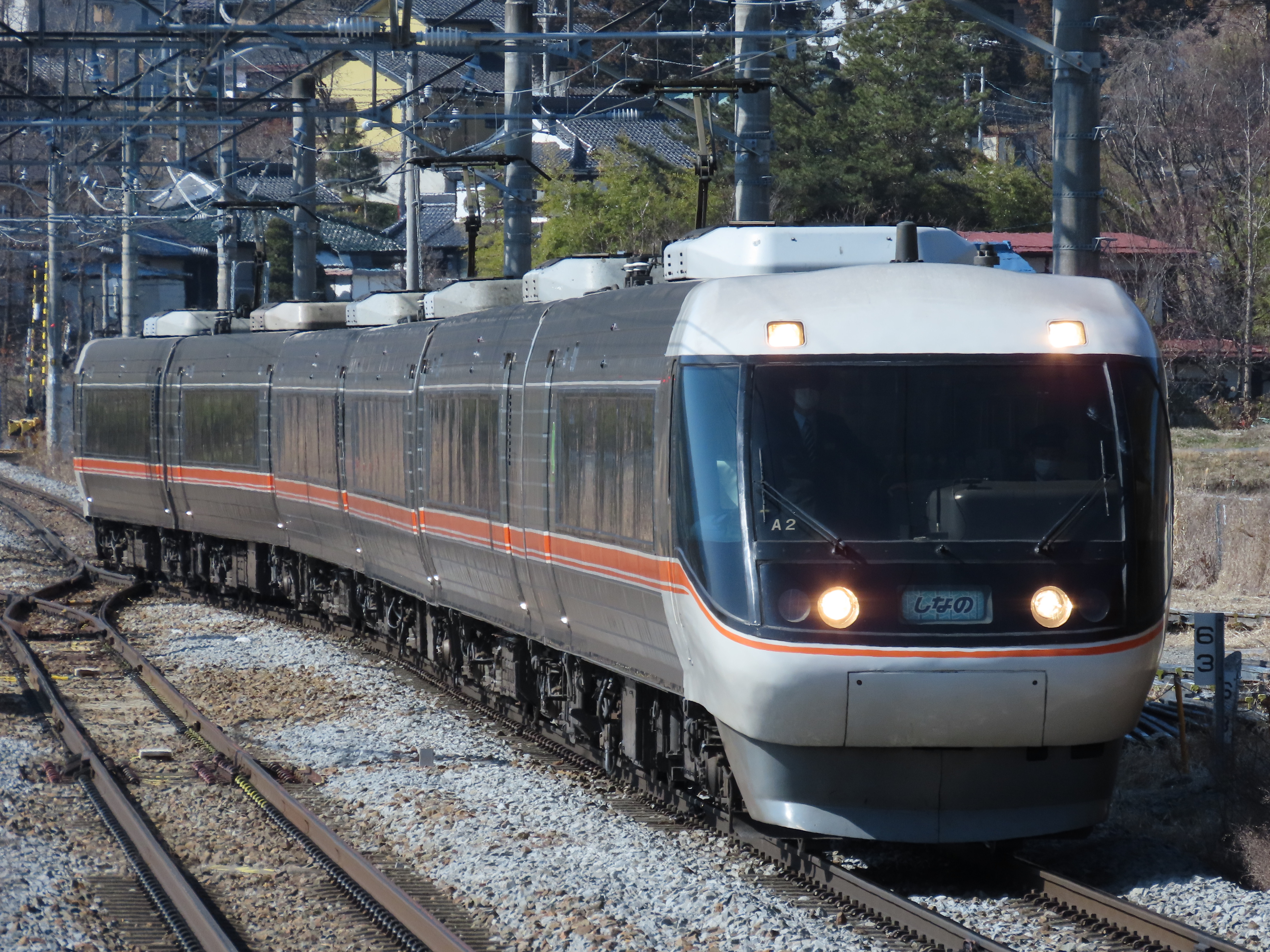
383系
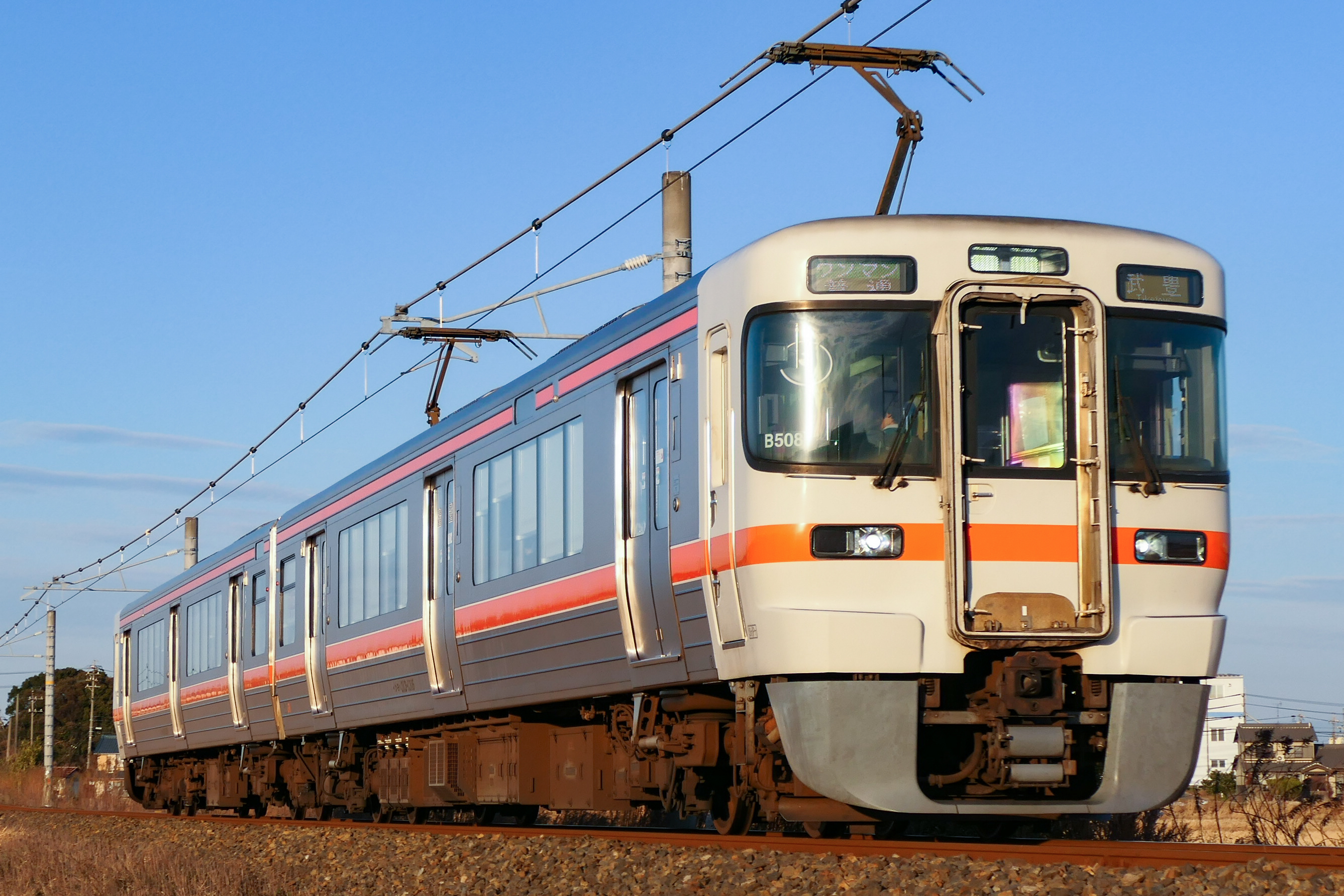
313系1300番台
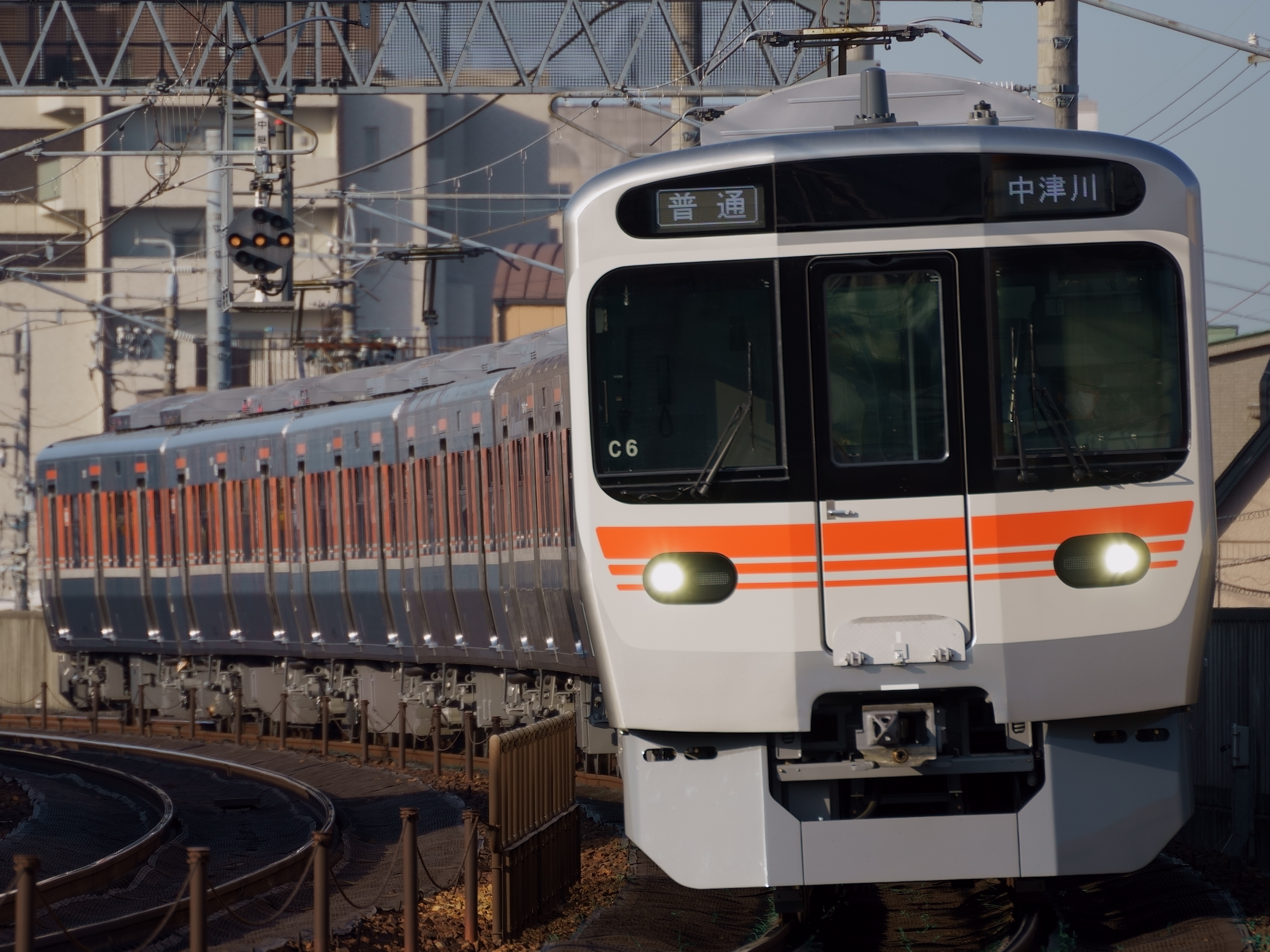
315系0番台
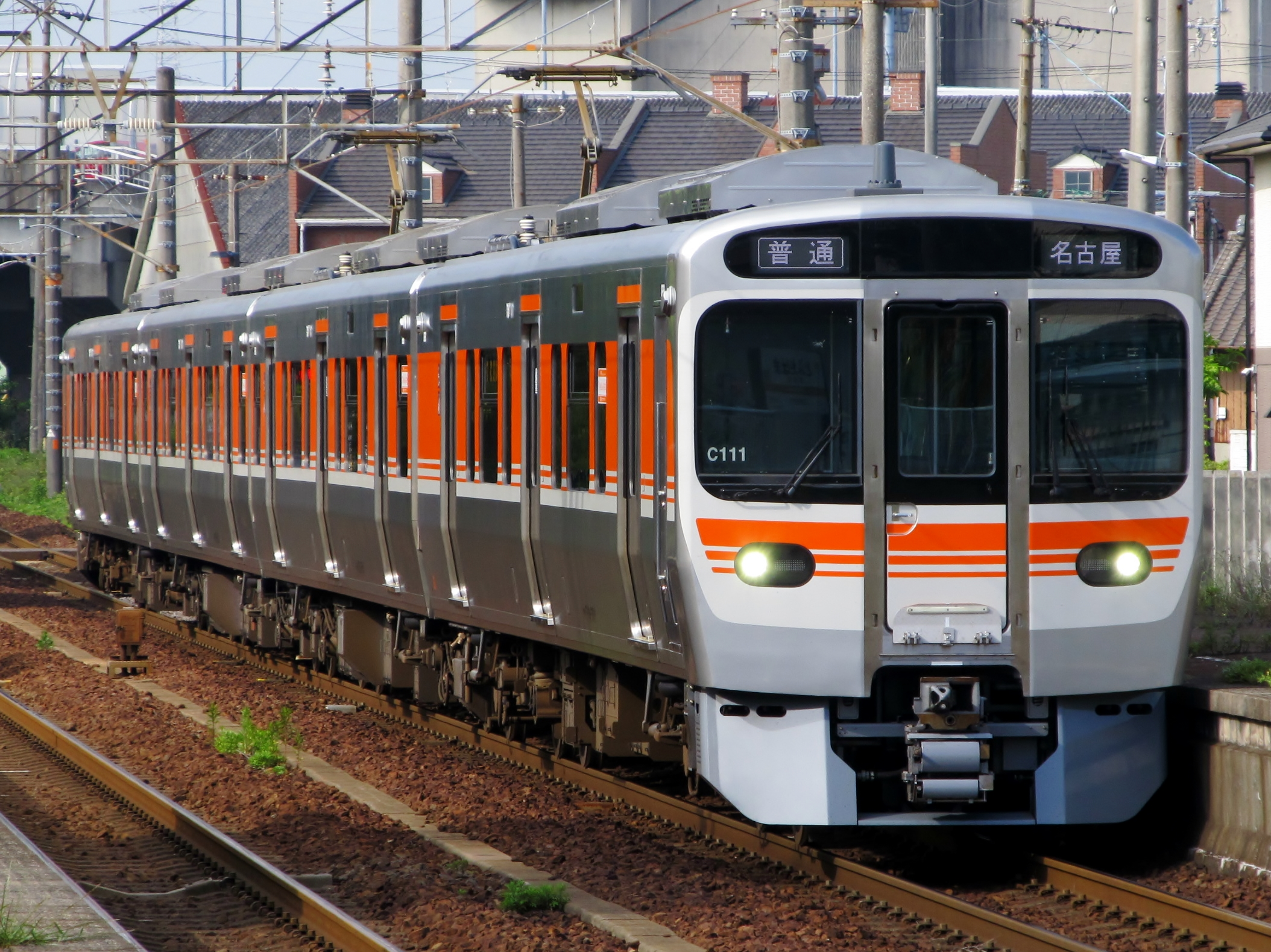
315系3000番台

## 過去の配置車両
以下は過去に当車両区に配置されていた車両である。

### 旧形電車
51系
- 開設初期にクハ68形のみが配属され、70系の編成に混用された。40系・42系からの改造編入車を含む。クハ76形の追加転入により、松本運転所や長岡運転所に転出した。

70系
- 末期には49両（T編成）が所属していた。
- 1968年に大垣電車区から転入し、電化された中央本線（同年名古屋 - 中津川間の電化が完了した）に投入された。その際基本6両編成 (TcMMTMTc) 、付属4両編成 (TcMMTc) に分けられ、ラッシュ時には両者を併結した10両編成で運行された。基本編成には、3扉化改造を受けた二等車格下げのサハ75形100番台またはサハ85形100番台が連結されていた。
- 中央本線名古屋 - 南木曽間で運用されたほか1976年には岡多線にも投入されたが、1978年12月17日にさよなら運転を兼ねた快速3730M（中津川→名古屋間）を最後に営業運転を終了し、翌年までに全車廃車された。

72系
- 名古屋地区の日本国有鉄道（国鉄）路線では初めての4扉通勤車。5両編成 (TcMMMTc) を組み、単独または2編成併結で名古屋 - 釜戸間の普通列車に使われていた。所属したのは主に72系として新製された車両（モハ72形500番台、クハ79形300番台）にアルミサッシ化等のA更新を施工したもので、他に少数の全金属車（900番台、920番台）が混用された。塗色は70系と同じ横須賀線色であった。前面行先表示器は使用されなかったが、側面に行先標を掲出していた。1977年に後述の103系に置き換えられて廃車となった。

80系
- 1973年の中央本線中津川 - 塩尻間電化に際し、同区間の普通列車用に配置されたもので、TcMMTcの4両編成を組んだ。使用区間に存在する狭小建築限界トンネル通過のため、電動車はパンタグラフ取り付け部分の屋根を低くした800番台や狭小建築限界に対応したパンタグラフ (PS23) を装備したもののみが配置されていた。1980年の新性能化により廃車となった。

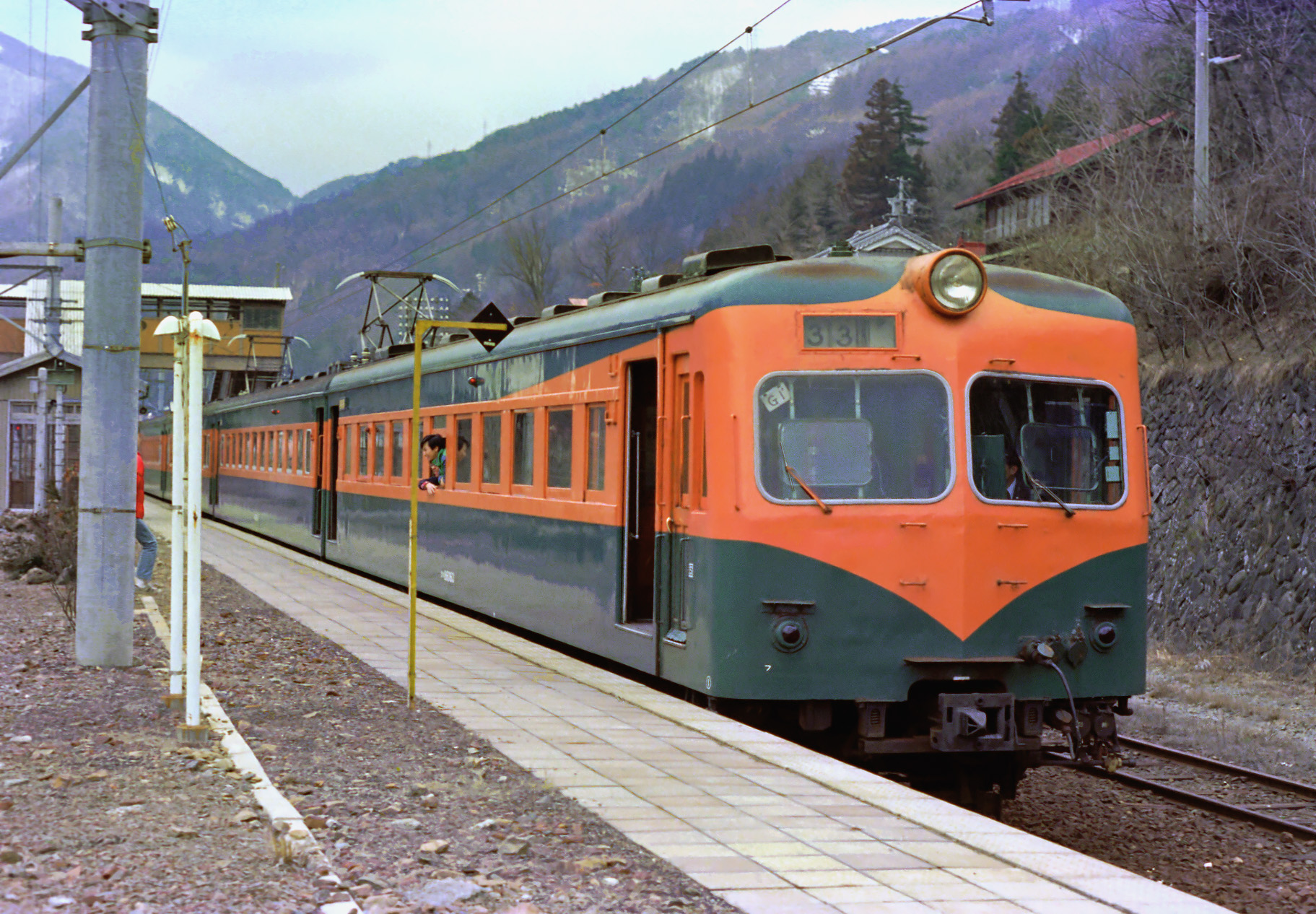
80系

### 一般形電車
103系
- 1977年、従前の72系電車を置き換えるために首都圏から捻出された車両が投入された。その後、輸送力強化のために2回の追加転入があり、1986年3月3日ダイヤ改正の時点で6両編成・4両編成各7本の計70両が所属していた。1986年11月1日のダイヤ改正にて、昼間の列車を短編成・高頻度化するため3両編成を組成することになり、7両編成・3両編成各7本に組み替えられた。JR東海承継後の早い時期に、非冷房車を中心に20両が廃車される一方、残存車には順次リフレッシュ工事などが施され、末期は7両編成5本（F1 - F5編成）と3両編成5本（F11 - F15編成）の計50両が所属していた。初期製造の低運転台車のみが所属しており、高運転台車が所属したことはなかった。
- 中央本線（名古屋 - 瑞浪間）で7両+3両の10両編成でラッシュ時に運用されたほか、関西本線でも3両編成が単独で運用されたが、313系の導入に従って1999年に定期運用を離脱し、2000年までに全車が廃車された。2008年現在、美濃太田車両区に元F15編成の先頭車クモハ103-18が保存されている。

113系
- 1973年、横須賀線への1000番台投入に伴い大船電車区から非冷房の0番台車が転入、名古屋地区では初めての配属となり、東海道本線でも運用された。一部は当初横須賀線色のまま使用された。のちに1978年には70系置き換え用に2000番台新製車が、1982年には80系置き換え用に2000番台最終製造車が投入された。
- 1988年より211系5000番台が大量導入され、1989年3月までに老朽車は廃車、そのほかの車両は静岡運転所や大垣電車区に転出し一旦は同系の配置はなくなったが、1999年12月に大垣電車区の車両が中央本線用として復帰した。
- 最終期には、2000番台6両編成3本（N3・N4・N6編成）と4両編成1本（N5編成）の計22両が所属していた。
- 中央本線（名古屋 - 中津川間）の快速・普通列車運用の他、2001年には東海道本線（品川 - 大垣間）で臨時夜行列車として運用されたが、313系の増備に伴い2006年11月10日をもって営業運転を終了した。2007年11月に最後まで残っていたN5編成が浜松工場へ廃車回送され、同区の113系は全廃された。
- 2005年日本国際博覧会（愛知万博）開催時には静岡車両区からの貸し出し車両も存在した。

115系
- 1986年11月改正時に松本運転所より1000番台を中心とした3両編成7本が転入、中央本線・篠ノ井線（中津川 - 松本間）で運用された。Mc・M'車（電動車）は1000番台であったが、Tc車（制御車）は1両を除きこの当時に余剰となった0番台T車（付随車）から改造された600番台であった。そのためTc車は1000番台タイプの運転台構造でありながら車内および側面は初期車（側窓は非ユニット窓・クロスシート部のシートピッチが狭い等）という特殊な形態となっているのが特徴であった。
- JR東海移行後の1987年から冷房改造を受けるが、1000番台はAU75集中式冷房装置の搭載準備がなされている屋根上にC-AU711集約分散式冷房装置2基搭載となったためAU75取り付け台座のみがそのまま残る少々変な印象となった。転入に際し、Tc車を名古屋向きにするため編成ごと方向転換が実施され、松本運転所所属車とは向きが反対になった。
- 1988年3月改正で中央本線・篠ノ井線（中津川 - 松本間）のJR東海受け持ちの運用が大垣電車区の165系に置き換えられたため、当区の115系は全車静岡運転所に転出し、東海道本線・御殿場線・飯田線で使用された。中央本線・篠ノ井線・関西本線運用の165系は1989年3月に当区に再配置された（後述）。

117系
- 1986年11月改正時に大垣電車区より6両編成9本が転入。同時に先頭車18両が新製投入され、4両編成18本に組み換えられた。この改正から東海道本線（浜松 - 米原）間の快速列車のほか、中央本線（名古屋 - 中津川間）でも運用が開始されたが、ラッシュ時の混雑の激しい中央本線ではその車体構造ゆえ乗客を捌き切れなくなり、1989年3月には3扉ロングシートの新製車211系5000番台に置換えられて撤退し全車が大垣電車区に転出した。

211系0番台
- 0番台4両編成2本（K51、K52編成）の計8両が所属していた[7]。
- 1986年11月改正時に0番台4両編成2本が新製投入され、運用範囲は東海道本線（浜松 - 米原間）で、117系同様快速列車を中心に運用されたが、中央本線での営業運用はなく、当区への入出庫時に名古屋 - 神領間を回送運行されるのみであった。
- 1988年に後から投入された5000番台と同じオレンジ色と緑色の湘南帯に改められ、同時に電気連結器と自動解結装置も設置されたが、通常運用で5000番台と併結されることはなかった。東海道本線専用だったことから1989年3月に大垣電車区に転出したが、2011年10月に当区へ再転入している。再転入後は関西本線で朝と夕方以降に運用されている。中央本線では2013年までは定期運用が早朝と深夜に設定されていたが、2014年からは設定されることなく、通常は回送列車として走行するのみである。5000番台とは運用が分けられており、愛知環状鉄道線には乗り入れない。関西本線で2編成同時に運用されることは基本的になく、1編成は神領区に残ってまれに5000番台の運用を代走している。
- 117系廃車により、JR東海に所属する電車の中でこの8両が国鉄時代に製造された最後の車両となったが、2022年3月を以て引退することが発表され[8]、同月12日のダイヤ改正を待たずして、7日に神領車両区から西浜松へと回送された[9]。神領車両区に転属してきた頃に撤去され、現在まで編成札が掛かっていなかったが、1日からは引退を惜しみ、先頭車両の元編成札掲出箇所に惜別編成札が掲出された[10]。

211系5000番台
- 5000番台4両編成20本（K1 - K20編成）と3両編成17本（K101 - K117編成）、計131両が所属していた[7]。3両編成は全編成トイレなし、4両編成は全編成がトイレ付きのクハ210形5300番台を連結している。
- 中央本線名古屋 - 南木曽間）の普通・快速列車として多数運用されており、一部は愛知環状鉄道・愛知環状鉄道線に乗り入れていた。さらに、ラッシュ時には関西本線（名古屋 - 亀山間）でも運用された。関西本線で213系が運用を撤退したため、2011年10月以降、4両編成が代替して運用を開始し、2012年の改正以降、211系の3両編成は単独で運用されることはなくなった。
- ごく稀に大垣車両区の予備編成が不足した際に、同区へ貸出され東海道本線で運用に入ることがあったほか、臨時増発列車としても東海道本線を走ることもある。また、1999年12月のダイヤ改正までは同線での定期運用が存在した。
- 3両編成単独（2本併結による6両編成を含む）では瑞浪駅以遠へは乗り入れない。同駅以遠へは、必ず313系や211系4両編成と併結して運用される。
- 313系との併結列車の場合は基本的に211系が中津川寄りに連結されるが、一部の列車や代走では例外も見られる。
- 武豊線での定期運用はないが、臨時列車として運用されたことがある。最期の年の10月28日、はんだ山車まつり催行に伴い定期列車の一部としてK1編成が運用をした。これが東海道本線及び武豊線での最後の営業運用となった。
- 2022年度より315系の投入に伴い、余剰となった車両(特に3連K100編成)から順次廃車となった。
- 晩期は中央本線を担当していたが、10月頃に順次後継の315系によって完全に置き換えられた。2023年10月1日より関西本線をも一時期再担当したが、11月をもって運用を終了する。翌12月5日に中央本線及び関西本線で全ての運用を終えた211系2本(K1・K15編成)の西浜松への廃車回送が行われ、神領車両区においては形式消滅した。

213系
- 5000番台2両編成14本が配置されていた。
- ラッシュ時の関西本線の普通・快速列車を中心に運用され、一部は中央本線で211系5000番台、313系と併結運用された。
- 1999年12月改正までは大垣車両区に所属し、関西本線の主力車として終日運用されていたほか、東海道本線でも日常的に運用されていた。
- 2011年から2012年4月にかけて、119系の置き換え用として313系3000番台とともに全車大垣車両区へ転出した。

313系
過去に当車両区に配置されていた車両の一部が大垣車両区や静岡車両区に転出している。現在も配置されている車両は所属車両を参照。
- - 1000番台4両編成3本（B1 - B3編成）[注 1]
  - 1100番台4両編成3本（B4 - B6編成）[注 2]
  - 1300番台2両編成8本（B401 - B408編成）[注 3]
  - 1500番台3両編成3本（B101 - B103編成）[注 4]
  - 1600番台3両編成4本（B104 - B107編成）[注 5]
  - 1700番台3両編成3本（B151 - B153編成）[注 6]
  - 3000番台2両編成16本（B301 - B316編成）[注 7]
  - 8000番台（8500番台）3両編成6本（B201 - B206編成）[注 8]
- 1000・1100、1500・1600番台は中央本線（名古屋 - 中津川間）の普通・快速列車を中心に運用されていた。一部は愛知環状鉄道線や武豊線・東海道線（1000・1100番台のみ）に乗り入れる運用もあった。なお、1000番台と1100番台・1500番台と1600番台には運用区分がなく、同じ両数の編成間で共通運用されていた。
- 1100番台は2022年3月以降、関西本線（名古屋 - 亀山間）にて運用されていた。中央本線や東海道本線での定期運用は行われていなかったが、まれに211系の代走で同系と併結して中央線で旅客扱いを行うことがあった。同形式の1000番台とは運用区分がなく、共通運用されていた。315系4両編成の増備によって、大垣車両区へ転属した。
- 1300番台のうち、ワンマン運転に対応しているB501 - B524編成は中央本線中津川 - 篠ノ井線松本間や関西本線・武豊線を中心に運用され、その他の編成は中央本線での211系や313系4両編成との併結運用や2編成を連結した4両編成でラッシュ時の関西本線や武豊線で運用される。
  - 1300番台は2010年度、2011年度、2014年度に導入された増備車（4次車・5次車）で、4次車は落成間もない2010年7月から大垣車両区に貸出しの上で2+2の4両編成を組んで117系の一部運用を置き換える形で東海道本線で営業運転を開始し、返却後は213系の一部運用を置き換える形で中央本線・関西本線に導入された。
    - 2014年度にも武豊線電化用として1300番台が増備され、これによって置き換えられた名古屋車両区のキハ75形・キハ25形は高山本線・太多線のキハ40系・キハ11形置き換え用として美濃太田車両区へ転出した。
- 1700番台は基本的に3本のうち2本が豊橋運輸区に常駐で飯田線を中心に運用されており、中央本線上諏訪駅までと篠ノ井線松本駅まで入線する。残りの1本は予備編成として当区に常駐しており、当区の313系3両編成（B101 - B107編成）のいずれかが検査・修理に入った際や走行距離の調整で中央本線や関西本線・愛知環状鉄道線の直通列車の運用に入ることがあった。
- 3000番台は1999年7月に165系が定期運用から離脱すると、中央本線や関西本線を中心に運用されるようになった。ラッシュ時の増結で同区所属の211系5000番台や313系1000番台、1100番台、1500番台、1600番台、1700番台、8500番台、大垣車両区所属の313系0番台、300番台と併結して運用されており、213系との併結で東海道本線名古屋駅 - 岐阜駅間の運用も存在した。また大垣車両区に転属前は大垣車両区に貸し出された事も有った。ワンマン運行時の種別幕は「ワンマン 普通」と横並びで表示でされていた。2009年3月改正以降、関西本線の快速列車増発に伴いワンマン列車での快速運用も開始したことから「ワンマン 快速」の表示も見られた。
- 8000番台は夕方のホームライナーや中央本線（名古屋 - 中津川間）の普通・快速列車に原則として2編成併結の6両編成を基本として運用されていた。また、ホームライナー以外では211系と併結した運用も設定されていた。
  - 2013年3月のダイヤ改正までは3両単独、もしくは6両で「セントラルライナー」に運用されていた。
- 1100・1600番台、1700番台はそれぞれ2006年度に登場した増備車（3次車）であり、前者は当区の113系の置き換え用として2006年11月から、後者は飯田線および篠ノ井線で使用されていた静岡車両区の115系置き換え用として2007年3月からそれぞれ運用を開始した。
  - 2011年7月に4両編成の第6編成（B6編成）が配置された。これ以前は211系5000番台が代走として313系の運用に入ることがあり、2021年まででもまれに同じ両数での代走が相互に行われる場合があった。
    - 2017年3月の東海道線安城駅 - 西岡崎駅間の衝突脱線事故[11][12]による車両不足により、1100番台4両編成1本(B6編成)が大垣車両区に転属したが、2020年10月1日付で当区へ戻っている[13]。

- 2021年より、1300番台のB400編成がB500編成同様にワンマン運転に順次対応化しており、2023年12月から2024年3月にかけて全8編成が静岡車両区に転属した。
- 2022年3月12日のダイヤ改正及び315系の投入に伴い、1500番台、1600番台、1700番台は神領車両区から大垣車両区に、8000番台が静岡車両区に転属した。全て3両編成である。また、2023年より1000・1100番台が順次、大垣車両区に転属した。

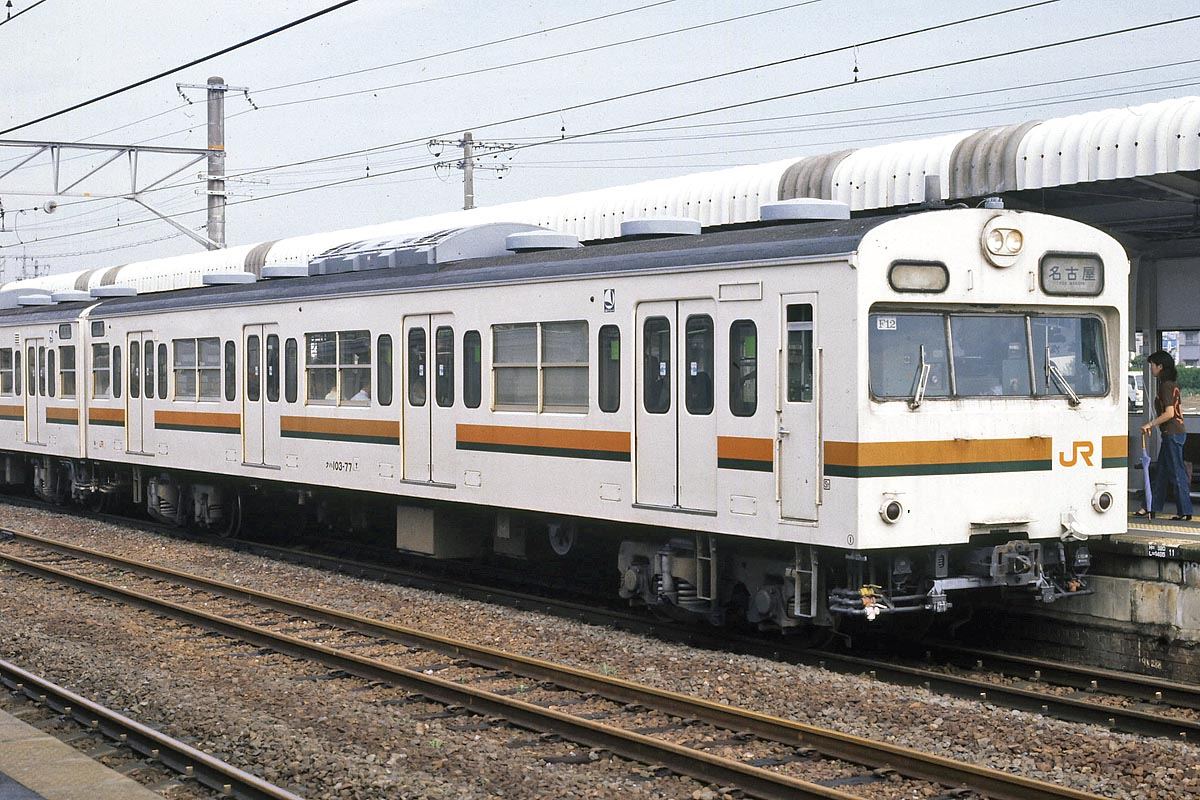
103系
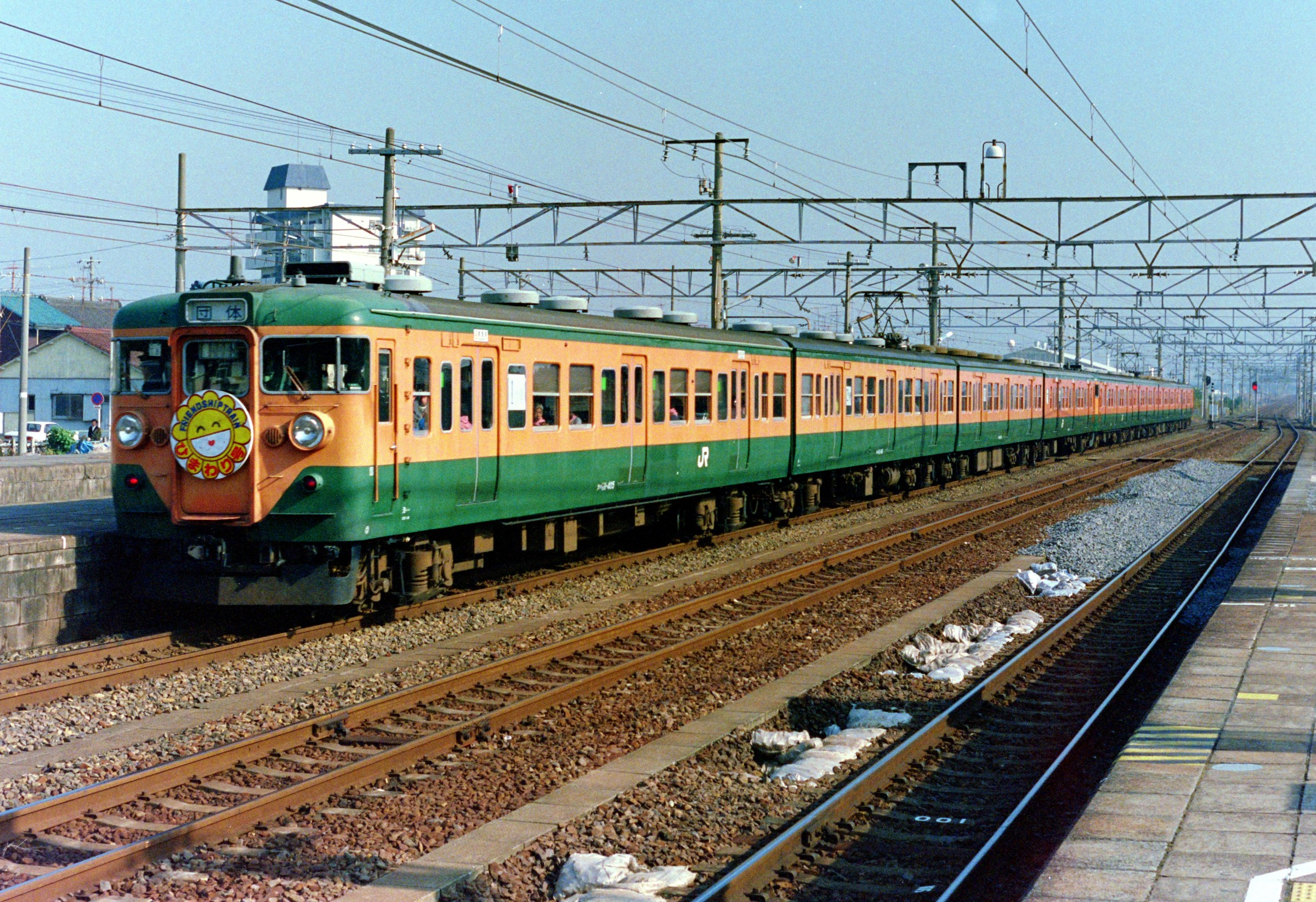
113系
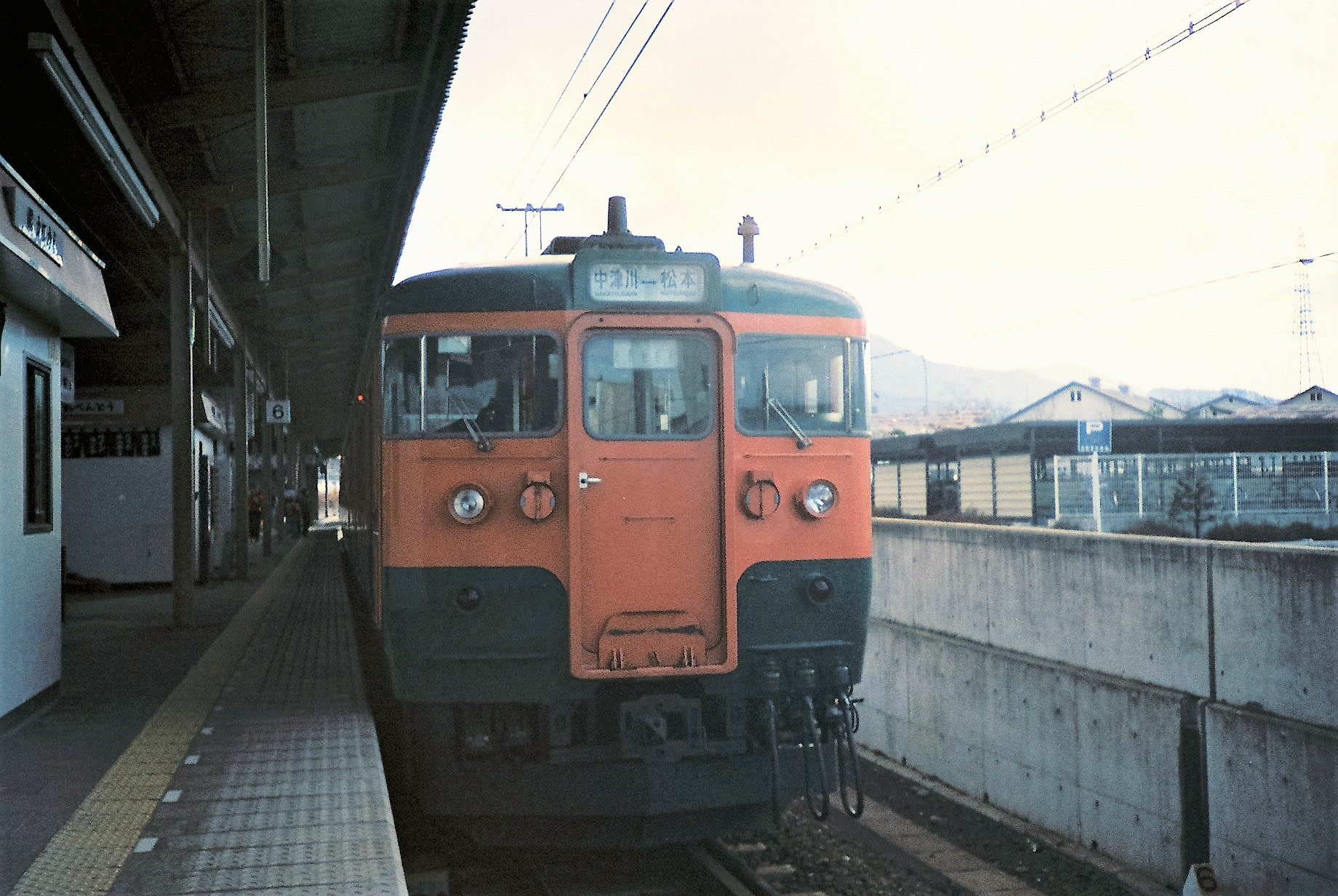
115系1000番台
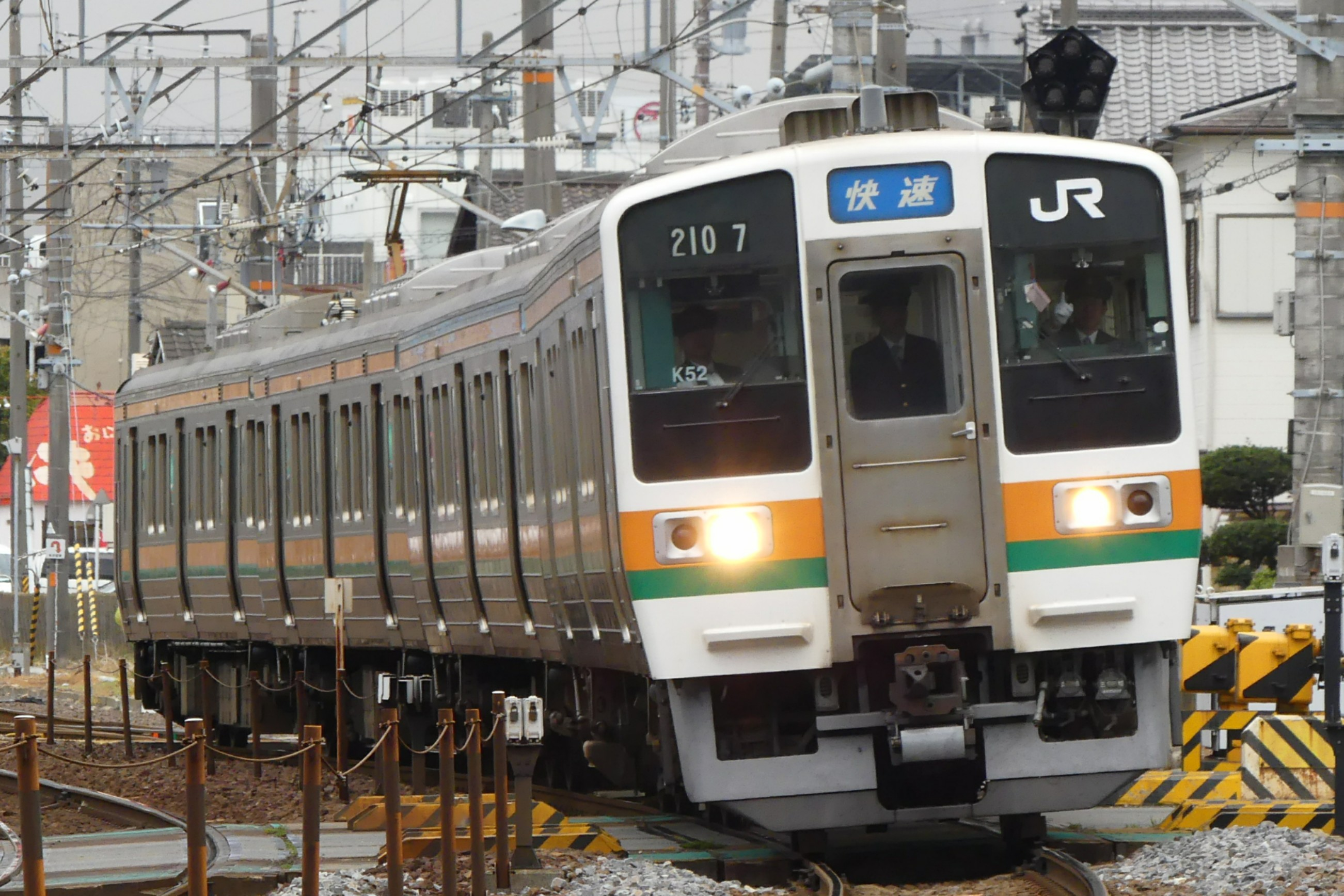
211系0番台
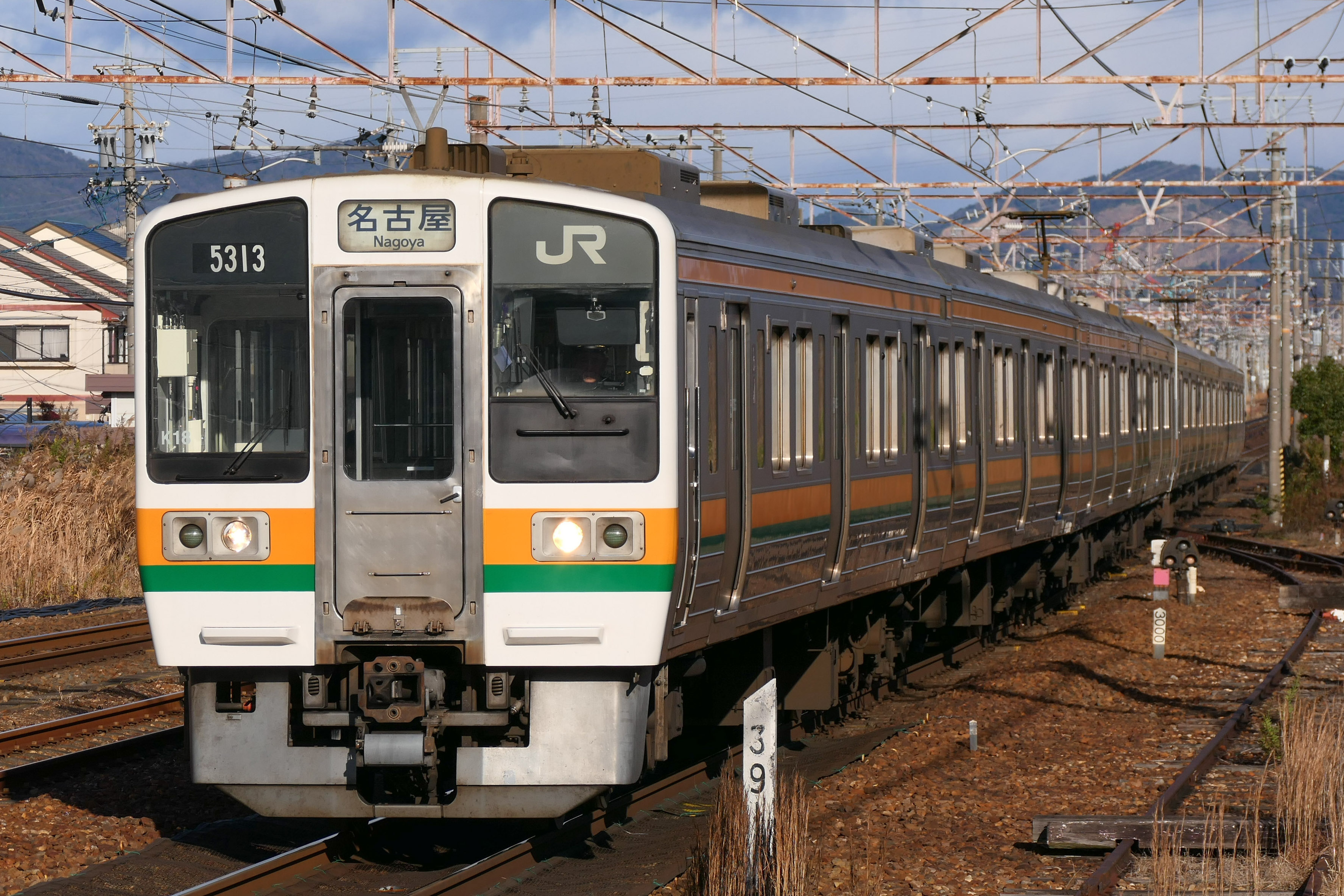
211系5000番台
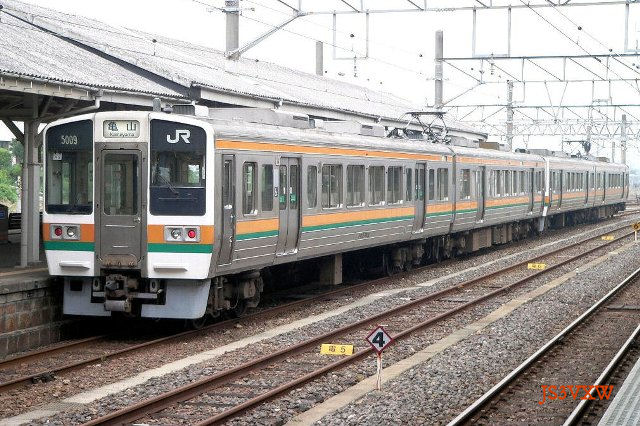
213系5000番台
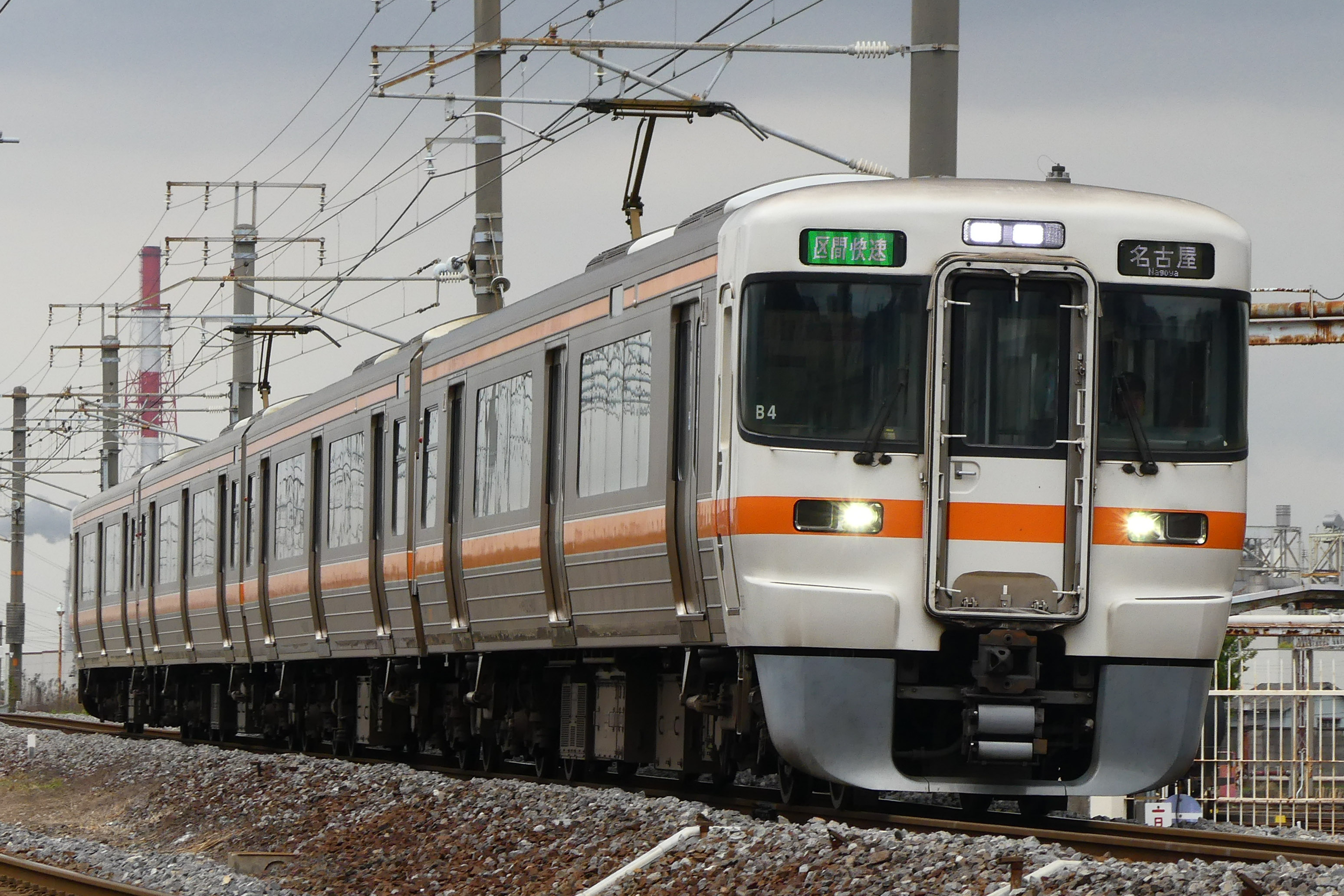
313系1100番台
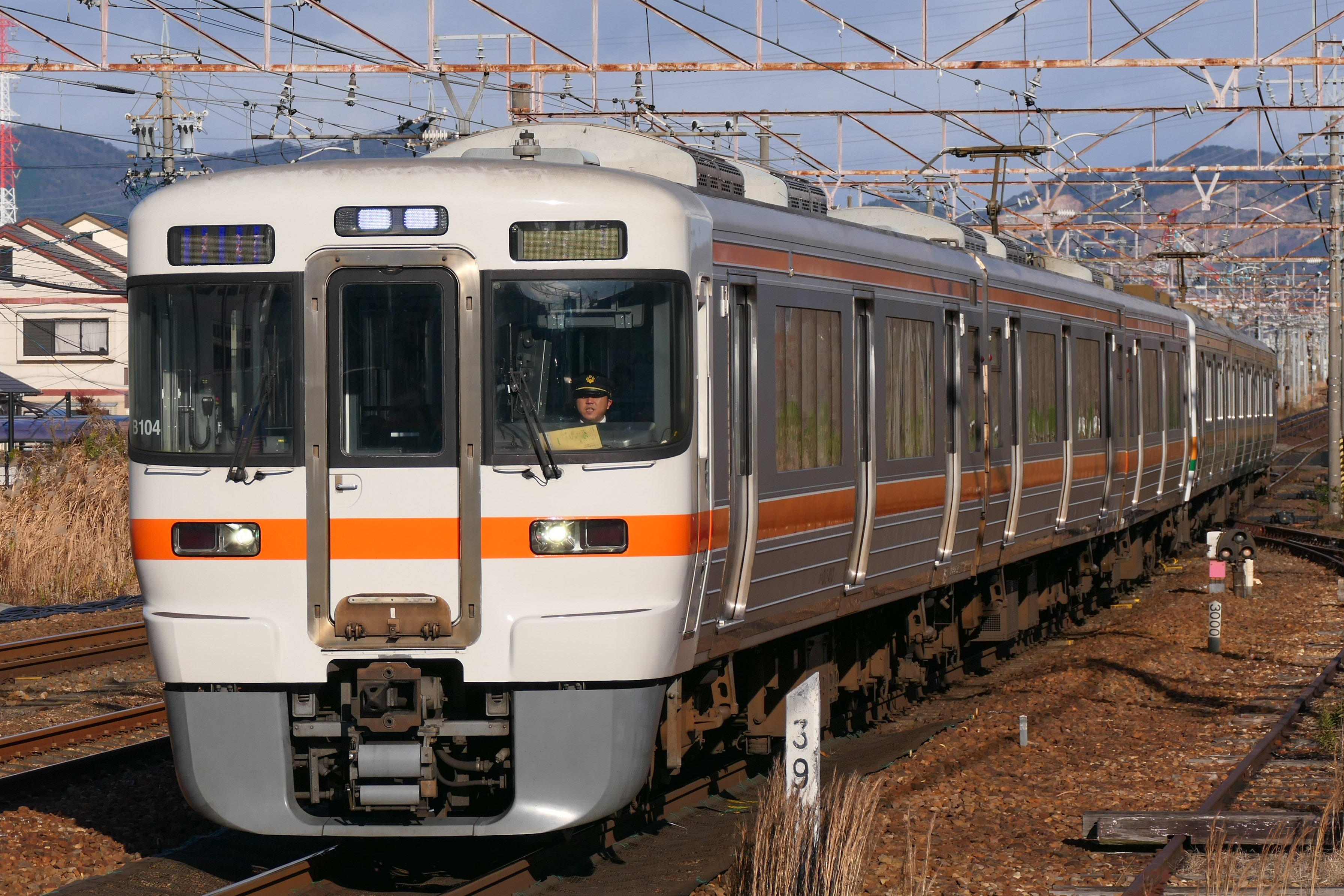
313系1600番台
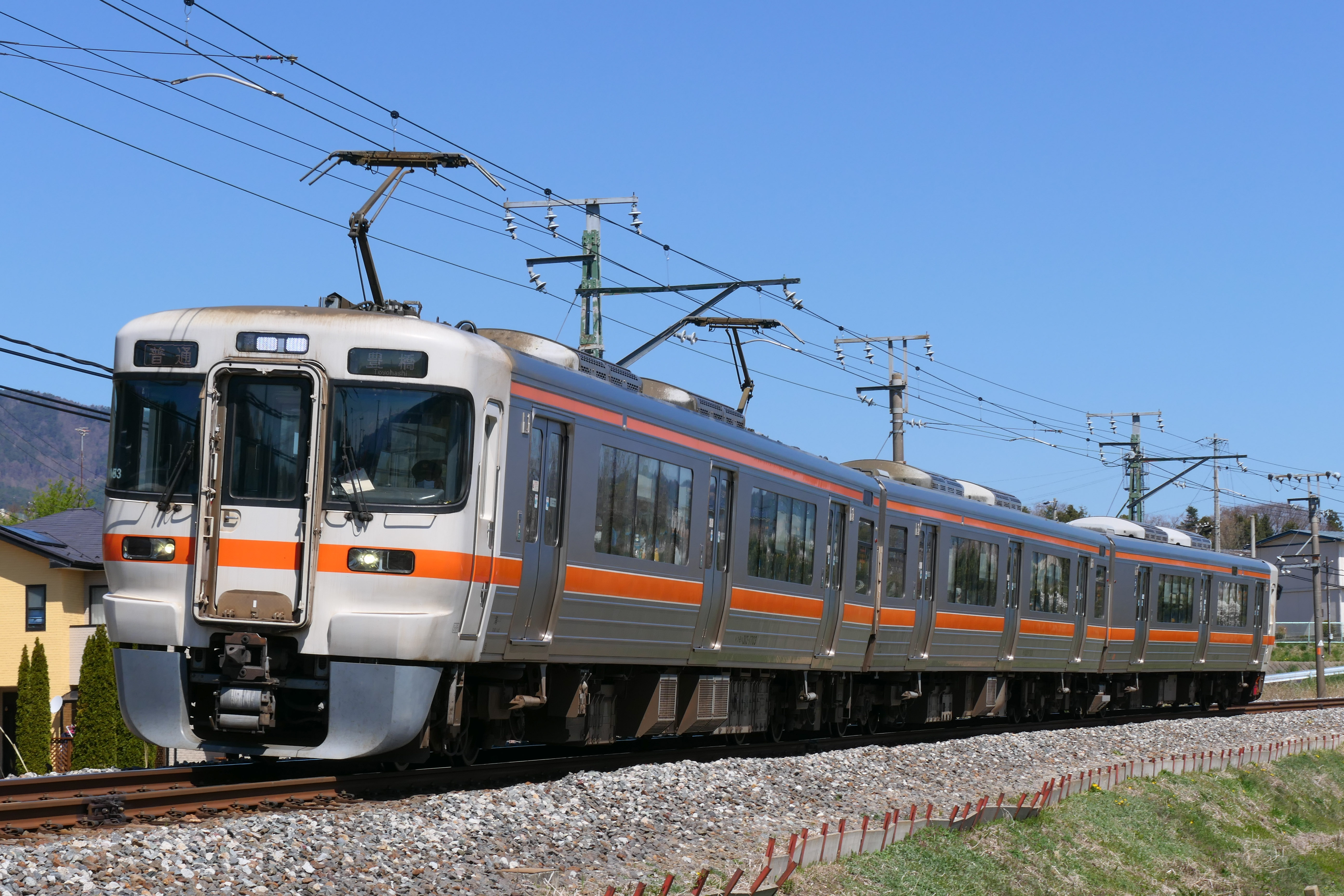
313系1700番台
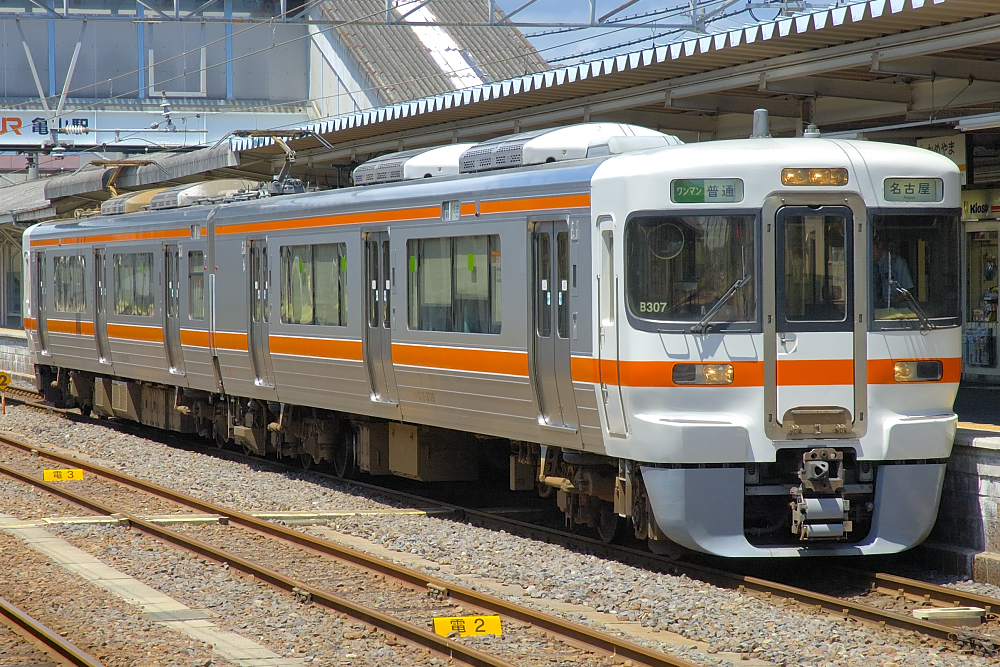
313系3000番台
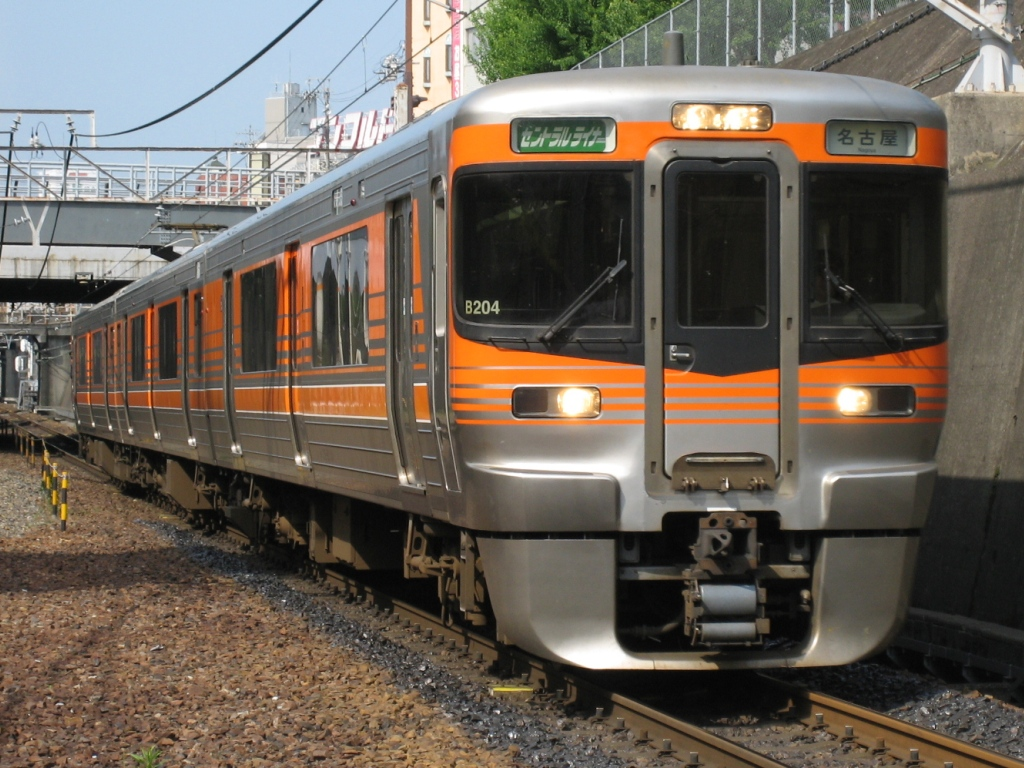
313系8000番台

### 急行形電車
153系
- 165系の中間車としてサハ153形のみの配置。

165系
- 国鉄時代の1982年11月まで中央本線急行「きそ」・「つがいけ」用の8両編成が配置されていたが、同列車の廃止、運用移管により全車他区へ転出したため配置がなくなっていた。その後1989年3月に大垣電車区の中央本線・篠ノ井線・関西本線用の車両が移管され、再配置された。一部は静岡運転所からの転入車も存在した。
- 最大で3両編成15本が存在したが、車両の老朽化、運用減により3本が早期に廃車され12本（T1 - T12編成）が残ったが、1996年3月にT9編成が廃車され、代わって静岡運転所から3両編成が1本転入しT13編成となり、最終的にT1 - T8・T10 - T13編成の計36両が所属していた。
- 中央本線・篠ノ井線（中津川 - 松本間）や関西本線の普通列車を中心に運用され、松本 - 名古屋間の直通の普通列車も存在したほか、1990年冬からは東海道本線（東京 - 大垣間）の臨時夜行列車に、1992年末からは飯田線の臨時急行「伊那路」にも充当された。313系の導入に従って1999年7月に定期運用を終了したが、その後も廃車を免れた車両は東海道本線（東京 - 大垣）間「ムーンライトながら」の救済臨や快速「さわやかウォーキング号」等の臨時列車にも使用された。
- 2001年5月、最後まで残っていた編成が廃車回送され、当区の165系は全廃された。2008年時点で元T8編成が美濃太田車両区に保存されていたが、のちに先頭車のクモハ165-108はリニア・鉄道館に再整備の上展示されている。

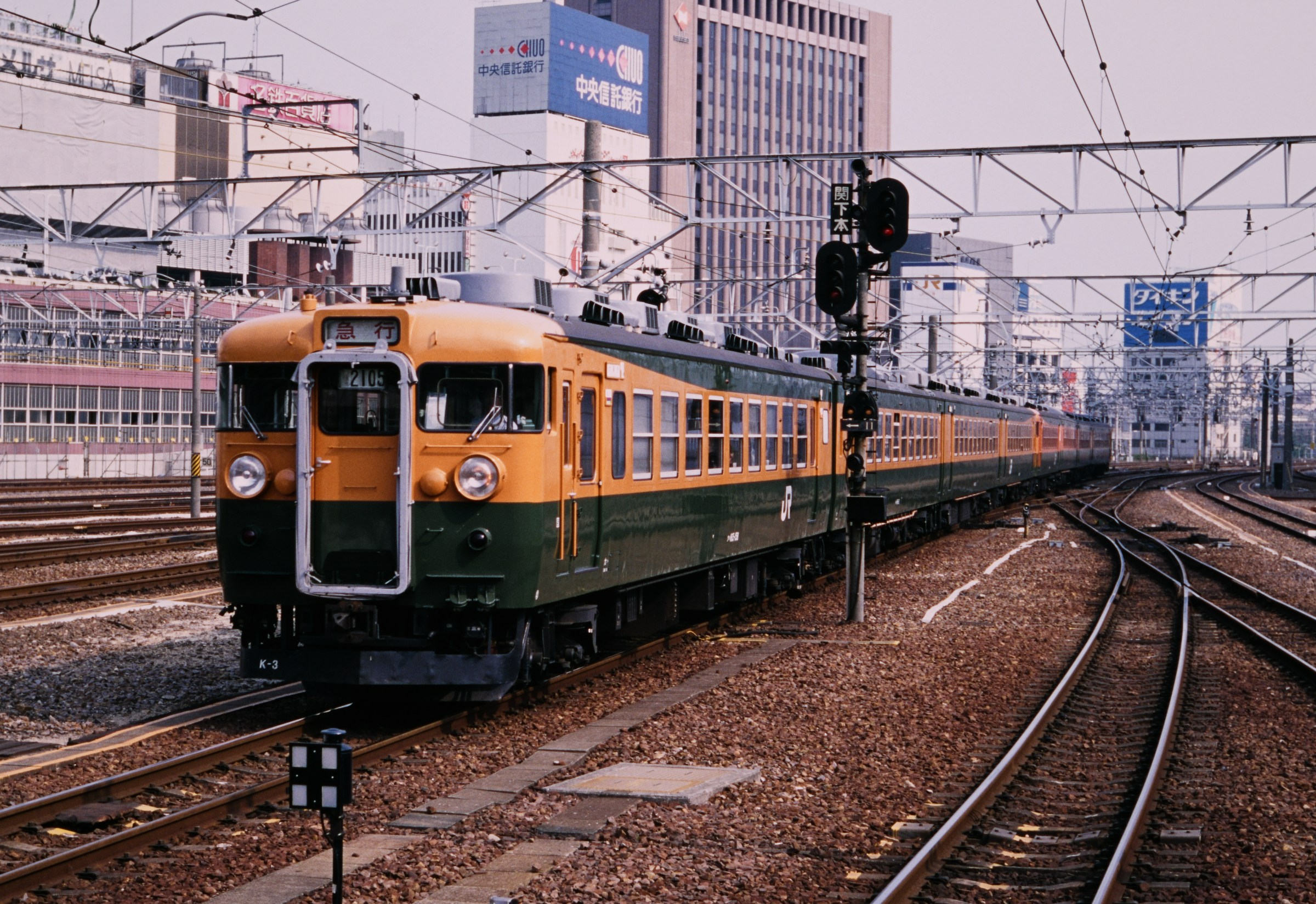
165系

### 特急形電車
381系
- 新製当初は長野運転所に配置されたが、1982年11月15日のダイヤ改正で移管された。
- 特急「しなの」に使用されていたが1996年に後継の383系に置き換えられて定期運用を終え、その後は主に臨時特急「しなの」や臨時急行「ちくま」として運用されていたが、2008年5月7日に最後まで残った6両編成1本（P2編成）が浜松工場へ廃車回送された。2008年時点で美濃太田車両区に1998年に廃車された元P3編成が4両編成に短縮されて保存されており、のちにクハ381-1とクロ381-11はリニア・鉄道館に再整備の上展示された。老朽化と展示の入れ替えのため、クロ381-11は2019年6月に展示を終了し、同年10月に西浜松で解体された。

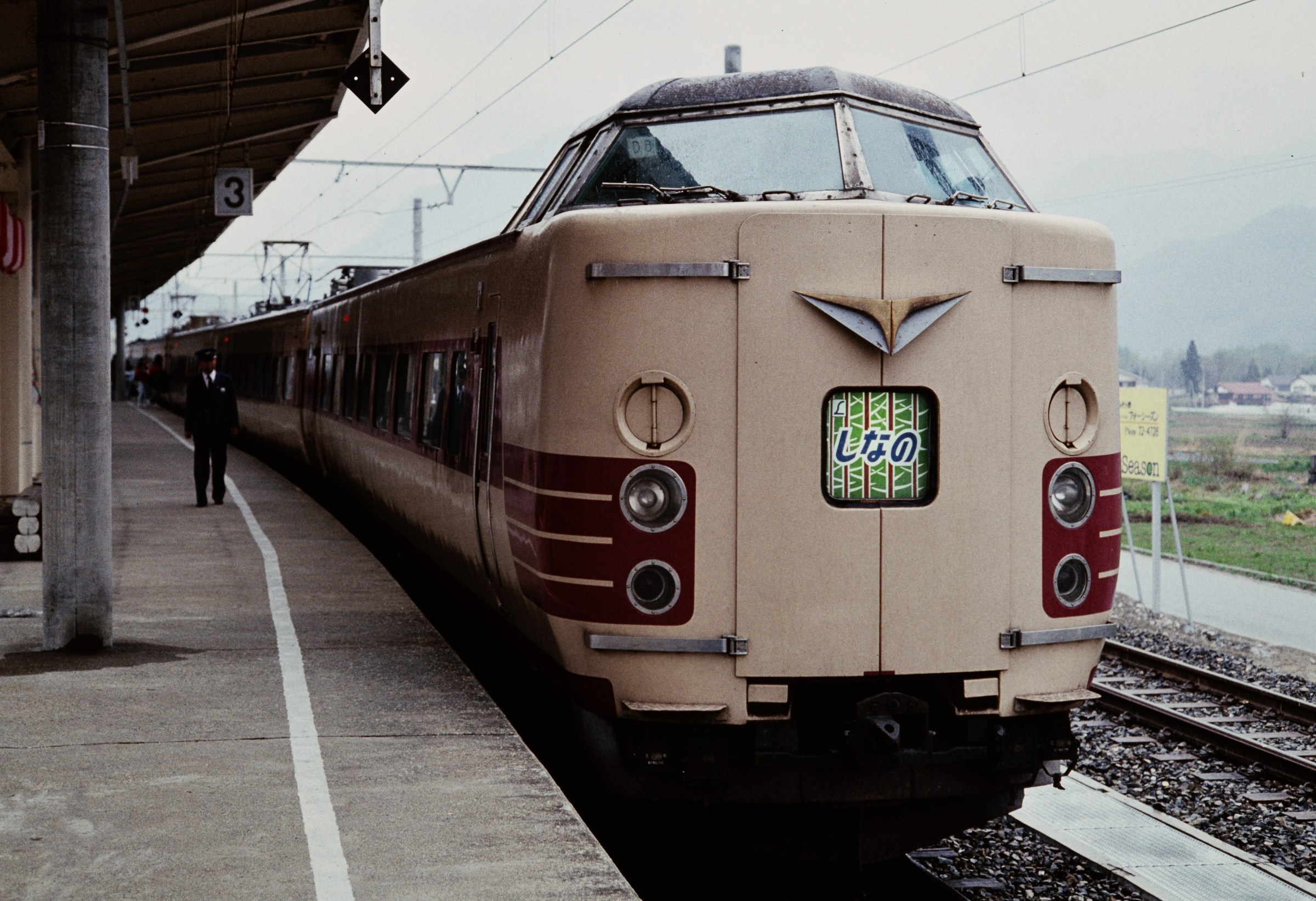
381系0番台
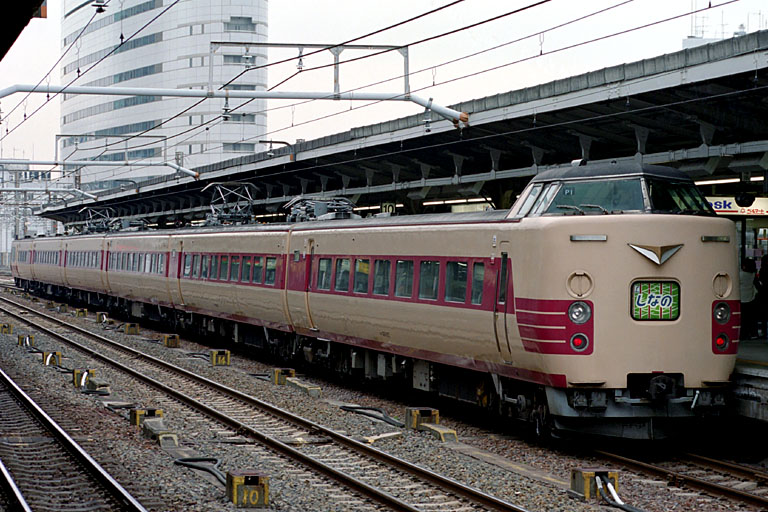
381系100番台
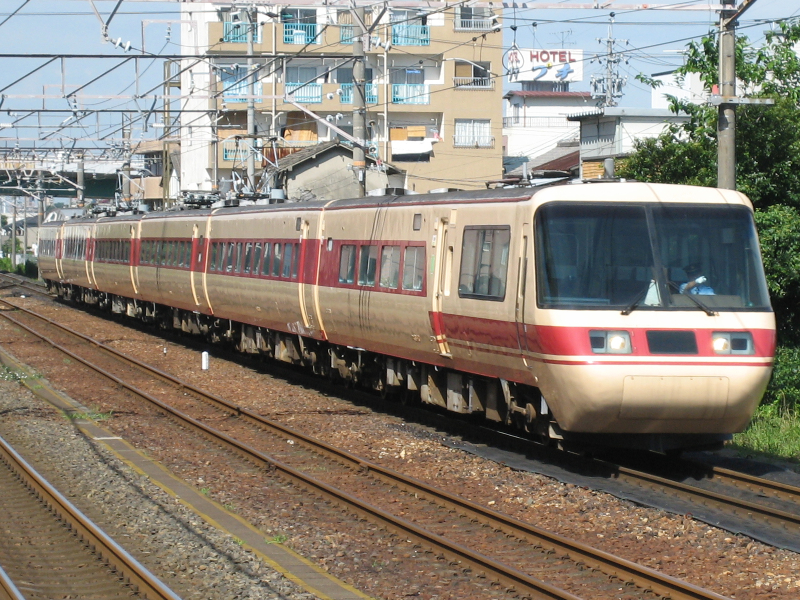
381系P編成

### 事業用車
クモヤ145形
- 牽引車（救援車兼用）。2008年4月まで1両 (112) が所属していた。

クモヤ90形
- 牽引車。パンタグラフ取り付け部を低屋根化改造した800番台と車体更新車の100番台が所属していた。

クモハ40形
- 牽引車代用車。パンタグラフ取り付け部を低屋根化したクモハ40800が所属していた。塗色はスカイブルー（青22号）であった。

クモエ21形
- 救援車。開設当初にクモエ21008として配置され、1975年にパンタグラフ取り付け部を低屋根化改造したクモエ21800が所属した。